# NGC 2284
NGC 2284 је четворострука звезда у сазвежђу Близанци која се налази на NGC листи објеката дубоког неба.
Деклинација објекта је + 33° 11' 40" а ректасцензија 6h 49m 9,5s. Привидна величина (магнитуда) објекта NGC 2284 износи 12,2.